# Вертикальный языковой континуум
Вертикальный языковой континуум — социолингвистическое понятие, используемое при описании сложных языковых ситуаций, в которых на одной территории одновременно используются несколько языковых разновидностей.
Во многих языковых ситуациях языки (или разновидности одного языка) могут образовывать вертикальный континуум, на верхних уровнях которого располагается литературный и/или официальный язык, на средних — языки межгруппового неофициального общения (или общеразговорное койне), на нижних — язык общения внутри семьи или среди друзей и коллег (часто — это традиционные говоры, сохраняющиеся лишь в узком кругу, только у лиц старшего поколения).
Для называния каждого из этих уровней используется триада терминов «акролект — мезолект — базилект», широко используемая в креолистике для описания пост-креольского континуума. Хотя в конкретных описаниях могут использоваться другие термины (например, в немецкой германистике) или вообще обходиться без специальной терминологии.
В одних местах на всех трёх уровнях могут употребляться разновидности или регистры одного и того же языка (например, на русскоязычной территории России); в других же для разных уровней используются принципиально разные языки (во многих районах Африки). Иногда языки или разновидности языков на двух из уровней могут находиться в ситуации диглоссии между собой.
| Область употребления  | Акролект                    | Мезолект                           | Базилект                  |
| --------------------- | --------------------------- | ---------------------------------- | ------------------------- |
| немецкая германистика | Schreibsprache, Dachsprache | Umgangssprache                     | Mundart                   |
| общие примеры         | литературный язык           | общеразговорное койне              | местные говоры            |
| Примеры               |                             |                                    |                           |
| Беларусь              | русский язык                | трасянка                           | белорусские диалекты      |
| Пьемонт (Италия)      | итальянский язык            | туринское койне                    | пьемонтские диалекты      |
| Лондон                | стандартный английский      | Sarfeast                           | кокни                     |
| Чехия                 | чешский литературный язык   | общечешское койне (obecná čeština) | чешские диалекты          |
| Камерун               | английский язык             | пиджин вес-кос                     | местные африканские языки |

Характерным примером является языковая ситуация на границе между Францией и Италией. Совпадает ли языковая граница между французским и итальянским языками с государственной границей этих государств? На уровне акролектов примерно совпадает, за исключением северной части, где литературный французский язык используется в автономной области Валь-д'Аоста (Италия), наряду с итальянским. На уровне мезолектов государственная граница также служит определённым барьером: к западу от неё используются региональные формы французского, к востоку — туринское койне, генуэзское койне и вальдостанское койне. Однако на базилектном уровне государственная франко-итальянская граница нигде не совпадает с языковой. На севере по обеим сторонам границы говорят на арпитанском (франкопровансальском) языке, в середине — на окситанских диалектах, на юге — на диалектах лигурского языка.
То же самое можно сказать и про границу русского и белорусского языков. На уровне акролекта она совпадает с государственной границей России и Беларуси. На уровне мезолектов по обе стороны государственной границы ситуация также различается: к востоку это региональные формы русского языка, к западу — белорусская форма русского языка (близкая к смоленской и брянской) и трасянка. Зато на уровне базилектов граница проходит через Смоленскую и Брянскую области, на западе которых распространены собственно белорусские говоры, а на востоке — говоры, переходные к южнорусским.